# Caranx
Caranx is een geslacht van straalvinnige vissen uit de familie van horsmakrelen (Carangidae).
Het geslacht is voor het eerst wetenschappelijk beschreven in 1801 door Bernard Germain de Lacépède.

## Soorten
- Caranx bucculentus (Alleyne & Macleay, 1877)
- Caranx caballus (Günther, 1868)
- Caranx caninus (Günther, 1867)
- Caranx crysos (Mitchill, 1815)
- Caranx heberi (Bennett, 1830)
- Caranx hippos (Linnaeus, 1766) – Paardmakreel
- Caranx ignobilis (Forsskål, 1775)
- Caranx latus (Agassiz, 1831)
- Caranx lugubris (Poey, 1860)
- Caranx melampygus (Cuvier, 1833)
- Caranx papuensis (Alleyne & Macleay, 1877)
- Caranx rhonchus (Geoffroy Saint-Hilaire, 1817)
- Caranx ruber (Bloch, 1793)
- Caranx sansun (Forsskål, 1775)
- Caranx senegallus (Cuvier, 1833)
- Caranx sexfasciatus (Quoy & Gaimard, 1825)
- Caranx tille (Cuvier, 1833)
- Caranx vinctus (Jordan & Gilbert, 1882)